# افرای اشویل
افرای اشویل (نام علمی: Acer ashwilli) نام یک گونه از سرده افرا است.